# Сейфертівська галактика

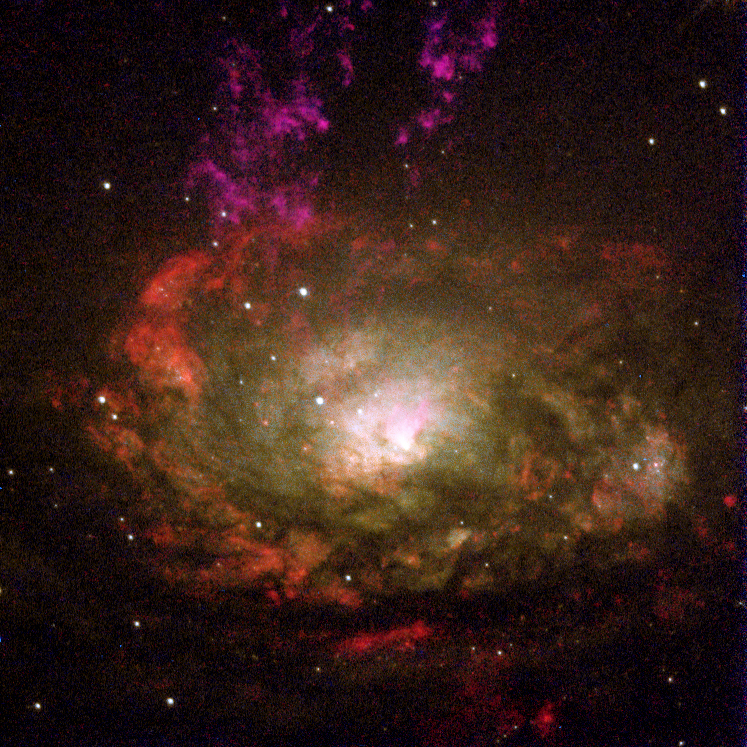
Галактика Циркуль (ESO 97-G13), сейфертівська галактика другого типу

Се́йфертівська гала́ктика — тип спіральних або неправильних галактик із зореподібним активним ядром, спектр випромінювання якого містить численні широкі дозволені та заборонені емісійні лінії, що вказує на потужні викиди газу зі швидкостями 300—5000 кілометрів на секунду. 

## Опис

### Історія
Подібні галактики було вперше описано 1943 року Карлом Кінаном Сейфертом. 

## Структура
До сейфертівських належить близько 1 % спостережуваних спіральних галактик, вони є найчисленнішою групою галактик з активними ядрами.
Сейфертівські галактики поділяють на дві групи:
1. Sy1 (Seyfert 1) — об'єднує галактики, у спектрах яких дозволені лінії значно ширші заборонених. Приклади: NGC 5033, NGC 5548.
2. Sy2 (Seyfert 2) — галактики, у спектрах яких дозволені та заборонені лінії мають приблизно однакову ширину. Ширина ліній невелика (порівняно з Sy1), еквівалентна кількомстам кілометрам на секунду. Приклади: Центавр А, Галактика Вир, Мессьє 77, Мессьє 88.

Також є галактики проміжних типів. Більшість дослідників дотримуються думки, що активність ядер зумовлена наявністю надмасивної чорної діри в ядрі такої галактики.

## Сучасні дослідження
27 березня 2023 року, Європейське космічне агентство повідомило, що телескоп Габбл на відстані приблизно 390 мільйонів світлових років від Землі в сузір’ї Ліри виявив дивний космічний об’єкт, який не піддається класифікації. Даний об'єкт, який отримав назву Z 229-15 може бути одним з трьох різних небесних об'єктів, або усіх одночасно, а саме — квазаром, або ж активним галактичним ядром (AGN), в іншому випадку його визначили, як галактику Сейферта. Згідно повідомлення вчених, даний небесний об’єкт є сейфертівською галактикою саме із-за квазара, який настільки яскравий, що він заглушає світло зірок у своїй галактиці. Однак, у цьому випадку, зірки добре видно, що робить квазар у цьому химерному космічному об’єкті набагато тьмянішим, ніж зазвичай, створюючи те, що астрономи називають галактикою Сейферта.
В липні 2023 року, використовуючи японську мережу радіотелескопів VERA, якою керує Національна астрономічна обсерваторія Японії (NAOJ), астрономи отримали нове уявлення про зростання молодих надмасивних чорних дір на окремій категорії активних галактик, відомих як вузьколінійні галактики Сейферта 1 (NLS1). Команда вчених виявила значне обертання Фарадея в поляризованих радіохвилях від цих галактик, що вказує на велику кількість газу, який сприяє швидкому зростанню цих чорних дір, більш того вони відкрили нове розуміння формування та потенційної еволюції цих небесних утворень у більш потужні квазари. Результати нового перспективного наукового дослідження опубліковані в Astrophysical Journal під авторством Takamura et al. та назвою «Зондування серця активних вузьколінійних галактик Сейферта 1 за допомогою широкосмугової поляриметрії VERA».